# Dennis González Boneu
Dennis González Boneu (Rubí, 11 de mayo de 2004) es un deportista español que compite en natación sincronizada
Ganó diez medallas en el Campeonato Mundial de Natación entre los años 2023 y 2025, y ocho medallas en el Campeonato Europeo de Natación, en los años 2024 y 2025. En los Juegos Europeos de Cracovia 2023 consiguió dos medallas.

## Palmarés internacional
| Campeonato Mundial | Campeonato Mundial  | Campeonato Mundial | Campeonato Mundial |
| Año                | Lugar               | Medalla            | Prueba             |
| ------------------ | ------------------- | ------------------ | ------------------ |
| 2023               | Fukuoka (Japón)     | Medalla de oro     | Solo libre         |
| 2023               | Fukuoka (Japón)     | Medalla de plata   | Dúo técnico mixto  |
| 2023               | Fukuoka (Japón)     | Medalla de bronce  | Dúo libre mixto    |
| 2024               | Doha (Catar)        | Medalla de plata   | Solo libre         |
| 2024               | Doha (Catar)        | Medalla de plata   | Dúo libre mixto    |
| 2025               | Singapur (Singapur) | Medalla de oro     | Dúo libre mixto    |
| 2025               | Singapur (Singapur) | Medalla de plata   | Solo técnico       |
| 2025               | Singapur (Singapur) | Medalla de plata   | Dúo técnico mixto  |
| 2025               | Singapur (Singapur) | Medalla de bronce  | Equipo libre       |
| 2025               | Singapur (Singapur) | Medalla de bronce  | Rutina acrobática  |
| Juegos Europeos    |                     |                    |                    |
| Año                | Lugar               | Medalla            | Prueba             |
| 2023               | Oświęcim (Polonia)  | Medalla de oro     | Dúo libre mixto    |
| 2023               | Oświęcim (Polonia)  | Medalla de plata   | Dúo técnico mixto  |
| Campeonato Europeo |                     |                    |                    |
| Año                | Lugar               | Medalla            | Prueba             |
| 2024               | Belgrado (Serbia)   | Medalla de oro     | Solo técnico       |
| 2024               | Belgrado (Serbia)   | Medalla de oro     | Dúo técnico mixto  |
| 2024               | Belgrado (Serbia)   | Medalla de oro     | Dúo libre mixto    |
| 2025               | Funchal (Portugal)  | Medalla de oro     | Dúo técnico mixto  |
| 2025               | Funchal (Portugal)  | Medalla de oro     | Dúo libre mixto    |
| 2025               | Funchal (Portugal)  | Medalla de oro     | Equipo libre       |
| 2025               | Funchal (Portugal)  | Medalla de bronce  | Solo técnico       |
| 2025               | Funchal (Portugal)  | Medalla de bronce  | Rutina acrobática  |